# Riu Evarc
L'Evarc (en grec antic Εὔαρχος, en llatí Evarchus) era un riu de l'Àsia Menor que segons Esteve de Bizanci formava la línia de frontera entre Paflagònia i Capadòcia. També en parla Plini el Vell.